# Gorno Drjanovo
Gorno Drjanovo (bulgariska: Горно Дряново) är ett distrikt i Bulgarien.   Det ligger i kommunen Gărmen och regionen Blagoevgrad, i den sydvästra delen av landet, 120 km söder om huvudstaden Sofia.
Trakten runt Gorno Drjanovo består till största delen av jordbruksmark. Runt Gorno Drjanovo är det ganska glesbefolkat, med 35 invånare per kvadratkilometer.